# 과실 (부주의)
|                                                      |
| 불법행위법                                           |
| 영미법 시리즈                                        |
| 과실                                                 |
| 주의의무 · 주의기준                                  |
| 근인 · 사실추정의 원칙                               |
| 과실계산 · 가해자 완전책임                           |
| 과실의 정신적 가해행위                               |
| 구조원칙 · 구조의무                                  |
| 법률상 불법행위                                      |
| 제조물책임법 · 고위험 행위                           |
| 불법침입인 · 승낙출입자 · 고객                       |
| 유인적 위험물                                        |
| 재산관련 불법행위                                    |
| 불법침해 · 컨버전                                    |
| 압류동산회복소송 · 동산점유회복소송 · 횡령물회복소송 |
| 유해물                                               |
| 근린방해 · 라일랜즈 대 플레처 판결                   |
| 의도적 불법행위                                      |
| 폭행위협 · 폭행 · 불법감금                           |
| 정신적 피해                                          |
| 승낙 · 필요 · 자기방어                               |
| 명예관련 불법행위                                    |
| 명예훼손 · 사생활 침해                               |
| 신뢰훼손 · 절차악용                                  |
| 악의적 기소                                          |
| 경제적 불법행위                                      |
| 사기 · 불법적 간섭                                   |
| 음모 · 영업방해                                      |
| 의무, 변론, 구제방법                                 |
| 상대적 과실과 과실 기여                              |
| 명백한 회피 기회 원칙                                |
| 상급자책임 · 동의는 권리침해 성립을 조각             |
| 패륜적 계약에서 채권발생 없다                        |
| 손해배상 · 금지명령                                  |
| 영미법                                               |
| 미국의 계약법 · 미국의 재산법                        |
| 미국의 유언신탁법                                    |
| 미국의 형법 · 미국의 증거법                          |

과실 (過失, 문화어: 허물(민법만))란 어떤 특정의 사정하에서 통상인이면 할 수 있었을 것이라고 예상되는 작위를 하지 아니한 경우, 또는 통상인이라면 하지 않았을 것으로 예상되는 일을 한 경우, 그 작위, 또는 부작위를 과실이라 한다. 영미법에서 불법행위법하에서 다루어진다. 과실은 형사법과 민사법에서 일정한 법률효과를 가지고 있다.
| |
| 형법 刑法 |
| 형법학 · 범죄 · 형벌 죄형법정주의 |
| 범죄론 |
| 구성요건 · 실행행위 · 부작위범 간접정범 · 미수범 · 기수범 · 중지범 불능범 · 상당인과관계 고의 · 고의범 · 착오 과실 · 과실범 공범 · 정범 · 공동정범 공모공동정범 · 교사범 · 방조범 |
| 항변 |
| 위법성조각사유 · 위법성 · 책임 · 책임주의 책임능력 · 심신상실 · 심신미약 · 정당행위 · 정당방위 · 긴급피난 · 오상방위 · 과잉방위 · 강요된 행위                                     |
| 죄수 |
| 상상적 경합 · 연속범 · 병합죄 |
| 형벌론 |
| 사형 · 징역 · 금고 벌금 · 구류 · 과료 · 몰수 법정형 · 처단형 · 선고형 자수 · 작량감경 · 집행유예                                                                                  |
| 대인범죄 |
| 폭행죄 · 상해치사죄 · 절도죄 |
| 성범죄 · 성매매알선 · 강간죄 |
| 유괴 · 과실치사상죄 · 살인죄 |
| 대물범죄 |
| 손괴죄 · 방화죄 |
| 절도죄 · 강도죄 · 사기죄 |
| 사법절차 방해죄 |
| 공무집행방해죄 · 뇌물죄 |
| 위증죄 · 배임죄 |
| 미완의 범죄 |
| 시도 · 모의 · 공모 |
| 형법적 항변 |
| 자동증, 음주 & 착오 |
| 정신 이상 · 한정책임능력 |
| 강박 · 필요 |
| 도발 · 정당방위 |
| 다른 7법 영역 |
| 헌법 · 민법 · 형법 |
| 민사소송법 · 형사소송법 · 행정법 |
| 포털: 법 · 법철학 · 형사정책 |
| v • d • e • h |

## 형법상 과실
행위자가 부주의로 인하여 범죄사실의 발생을 인식하지 못한 경우로 고의와 같이 책임성립의 요건이 된다. 과실은 인식없이 행한 것이므로 중하게 처벌할 수는 없지만 만약 그러한 결과의 발생을 예견할 수 있는 것이라면 사회생활을 영위하는 일반인으로서 상호간에 인명 및 공공의 안전을 위하여 과오없이 주의하여야 할 의무가 있는 것이다. 이 주의의무에 위반하여 중대한 피해를 야기시킨 데 대하여 과실범으로서의 형사책임을 부담하게 된다. 형법은 고의범을 원칙적으로 처벌하고 과실범은 예외적으로 법률에 과실범을 처벌하는 명문규정이 있는 경우에 한하여 처벌하게 되어 있다. 과실은 법률에 특별한 규정이 있는 경우에 한하여 처벌된다. 형법은 실화(제170조)·과실일수(제181조)·과실교통방해(제189조 제1항)·과실치사상(제266조·제267조·제268조) 및 과실장물취득(제364조)의 다섯 가지 죄의 과실범을 벌하고 있다. 인식없는 과실은 행위자가 주의의무의 위반으로 인해 구성요건이 실현될 수 있는 가능성을 인식하지 못한 경우를 말한다. 인식있는 과실이란 구성요건이 실현될 수 있음은 인식하였으나 주의의무에 위반하여 그것이 실현되지 않을 것으로 신뢰한 것을 말한다. 인식있는 과실과 인식없는 과실의 구별은 미필적 고의와의 한계를 명백하게 할 수 있다는 데 실익이 있다.

## 성립조건
- 가해자의 행위
- 주의의무
- 주의의무의 위반
- 인과관계

## 판례
- 행정상의 단속을 주안으로 하는 법규라 하더라도 명문규정이 있거나 해석상 과실범도 벌할 뜻이 명확한 경우를 제외하고는 형법의 원칙에 따라 고의가 있어야 벌할 수 있다.[1]
- 형법 제268조 업무상 과실의 유무를 판단함에는 같은 업무와 직무에 종사하는 일반적 보통인의 주의정도를 표준으로 한다[2]
- 법령에 의하여 도급인에게 수급인의 업무에 관하여 구체적인 관리·감독의무가 부여되어 있거나 도급인이 공사의 시공이나 개별 작업에 관하여 구체적으로 지시·감독하였다는 등의 특별한 사정이 없는 한, 도급인에게는 수급인의 업무와 관련하여 사고방지에 필요한 안전조치를 할 주의의무가 없다[3]
- 결과 발생을 예견할 수 있고 또 그것을 회피할 수 있음에도 불구하고 정상의 주의의무를 태만히 함으로써 결과 발생을 야기하였다면 과실범의 죄책을 면할 수 없고, 위와 같은 주의의무는 반드시 개별적인 법령에서 일일이 그 근거나 내용이 명시되어 있어야만 하는 것이 아니며, 결과 발생에 즈음한 구체적인 상황에서 이와 관련된 제반 사정들을 종합적으로 평가하여 결과 발생에 대한 예견 및 회피 가능성을 기준으로 삼아 그 결과 발생을 방지하여야 할 주의의무를 인정할 수 있는 것이다[4]

### 중과실 긍정
- 甲이 성냥불로 담배를 붙인 다음 불이 꺼진 것을 확인하지 아니한 채 그 성냥불을 휴지가 들어 있는 플라스틱 휴지통에 던져 화재가 발생한 경우[5]
- 목사 甲이 안수기도를 한다면서 84세의 노인과 11세의 여자아이를 바닥에 눕혀놓고 “마귀야 물러가라.”, “왜 안 나가느냐.” 등 소리를 치면서 손으로 배와 가슴 부분을 세게 때리고 누르는 등의 행위를 20～30분간 반복하여 이들을 사망케 한 경우[6]
- 환자의 주치의 겸 전공의가 같은 과 수련의의 처방에 대한 감독의무를 소홀히 한 나머지, 환자가 수련의의 잘못된 처방으로 인하여 상해를 입게 된 경우, 전공의에 대한 업무상 과실이 인정된다[7]

### 중과실 부정
- 총기의 위험성을 잘 알고 있는 경찰관 甲, 乙, 丙이 함께 술을 마셔 모두 만취된 상태에서 乙과 丙이 갑자기 총을 들어 자신들의 머리에 대고 쏘는, 소위 ‘러시안 룰렛 게임’을 하기에 甲이 “장난치지 말라”며 말로 만류하던 중 순식간에 乙이 자신이 쏜 총에 맞아 사망한 경우[8]
- 甲이 평상시와 마찬가지로 연탄아궁이에 불을 피워놓고 연탄아궁이로부터 80cm 떨어진 곳에 스폰지요․솜 등을 쌓아놓고 퇴근하였는데, 스폰지요․솜 등이 연탄아궁이 쪽으로 넘어지면서 훈소현상에 의하여 점포를 떠난 지 4시간 이상이 지난 뒤 화재가 발생한 경우[9]
- 의사가 환자에 대하여 주된 의사의 지위에서 진료하는 경우라도, 자신은 환자의 수술이나 시술에 전념하고 마취과 의사로 하여금 마취와 환자 감시 등을 담당토록 하거나, 특정 의료영역에 관한 진료 도중 환자에게 나타난 문제점이 자신이 맡은 의료영역 내지 전공과목에 관한 것이 아니라 그에 선행하거나 병행하여 이루어진 다른 의사의 의료영역 내지 전공과목에 속하는 등의 사유로 다른 의사에게 그 관련된 협의진료를 의뢰한 경우처럼 서로 대등한 지위에서 각자의 의료영역을 나누어 환자 진료의 일부를 분담하였다면, 진료를 분담받은 다른 의사의 전적인 과실로 환자에게 발생한 결과에 대하여는 책임을 인정할 수 없다[10]

## 형법상 과실의 본질
과실은 주의의무위반, 즉 구성요건적 결과발생을 예견하고 그에 따라서 결과발생을 회피할 수 있었는데 그렇게 하지 않았다는 법적 평가에 그 본질이 있다.(예견가능성과 회피가능성) 여기서 주의의무란 구성요건이 실현되지 않도록 주의해야 할 의무를 말한다.

## 과실의 종류
- 중과실 (gross negligence)
- 통상과실 (ordinary negligence)
- 경과실 (slight negligence)

### 구별
중과실은 행위자가 극히 근소한 주의를 함으로써 결과발생을 인식할 수 있음에도 불구하고 부주의로서 이를 인식하지 못한 경우를 말하는 것이고 경과실과의 구별은 구체적인 경우에 사회통념을 고려하여 결정될 문제이다.

## 과실범의 공동정범
- 형법 제30조에 "공동하여 죄를 범한 때"의 "죄"라 함은 고의범이고 과실범이고를 불문하므로 두사람 이상이 어떠한 과실행위를 서로의 의사연락하에 이룩하여 범죄가 되는 결과를 발생케 한 것이라면 과실범의 공동정범이 성립된다. 따라서 선임탑승자가 운전자의 음주운전 사실을 알면서 운전하게 하였다면 사고에 대한 공동정범으로 다스린다.[12]
- 정기관사 갑의 지휘감독을 받는 부기관사 을이 정기관사와 사고열차의 후진에 관하여 서로 상론, 동의한 후 후진하다가 다른 열차와 충돌한 경우[13]
- 터널굴착공사를 도급받은 건설회사의 현장소장 갑과 공사를 발주한 한국전력공사의 지소장 을이 철로 밑 굴착공사를 하다가 무너져 통과하던 열차가 전복된 경우[14]
- 식품회사 대표이사 갑과 공장장 을이 먼저 제조한 빵을 늦게 배식하여 수 명의 아동이 식중독에 걸려 사망하고 다른 수명은 병원에 입원한 경우[15]
- 대법원은 피고인들 각자의 실화죄 책임을 인정한 원심판결을 수긍하는 한편, 원심판단 중 위 화재가 피고인들 중 누구의 행위에 의한 것인지 인정하기에 부족하다는 취지의 부분은 ‘피고인들 중 누구의 담배꽁초로 인하여 위 화재가 발생하였는지 인정할 증거가 부족하다.’는 의미로 선해할 수 있고, 이는 피고인들의 각 주의의무 위반과 위 화재의 발생 사이에 인과관계가 인정된다는 취지의 부가적 판단이므로, 이와 다른 전제에서 ‘원인행위가 불명이어서 피고인들은 실화죄의 미수로 불가벌에 해당하거나 적어도 피고인들 중 일방은 실화죄가 인정될 수 없다.’는 취지의 피고인들 주장은 받아들이기 어렵다고 하였다[16]

## 민법

### 불법행위
불법행위의 성립요건으로서의 과실은 이른바 추상적 과실만이 문제되는 것이고 이러한 과실은 사회평균인으로서의 주의의무를 위반한 경우를 가리키는 것이지만, 그러나 여기서의 '사회평균인'이라고 하는 것은 추상적인 일반인을 말하는 것이 아니라 그때 그때의 구체적인 사례에 있어서의 보통인을 말하는 것이다.

#### 판례
터널 내의 가변차로신호를 위반하여 진행하던 차량이 마주오던 차량과 정면 충돌하여 발생한 교통사고에 대하여, 가변차로제의 구간 및 운영시간 설정, 신호등 및 각종 표지판의 설치에 관하여 관할 경찰청의 과실을 부정하였다
전주에 설치된 자동개폐로차단기에 대한 유지관리 소홀로 발생한 정전으로 인하여 딸기 등 재배농가가 피해를 입은 사안에서 한국전력공사가 정전사고의 원인이 된 자동개폐로차단기를 제대로 유지·관리하기 위한 순시·점검·측정 등의 업무를 면밀히 시행하여야 함에도 불구하고, 이와 같은 주의의무를 게을리한 채 자동개폐로차단기 내부의 손상 여부에 대한 점검은 사실상 포기한 상태였던 점 등을 인정하여 정전사고가 전기공급자인 한국전력공사의 면책을 규정한 전기공급규정의 적용을 배제하는 중대한 과실로 말미암아 발생한 것으로 인정한 사례.

## 같이 보기
- 과실치사상죄

## 참고 문헌
- 미국 불법행위법의 구조와 내용에 대한 연구- 보통법전집의 ‘과실’을 중심으로
- 열다섯 번째 이야기 – 위험범위 (Zone of Danger) 이정운 변호사 2011-04-01